# Johann Joseph Couven
Pour les articles homonymes, voir Couven.
Johann Joseph Couven (né le 10 novembre 1701 à Aix-la-Chapelle et mort le 12 septembre 1763) est un architecte baroque allemand.

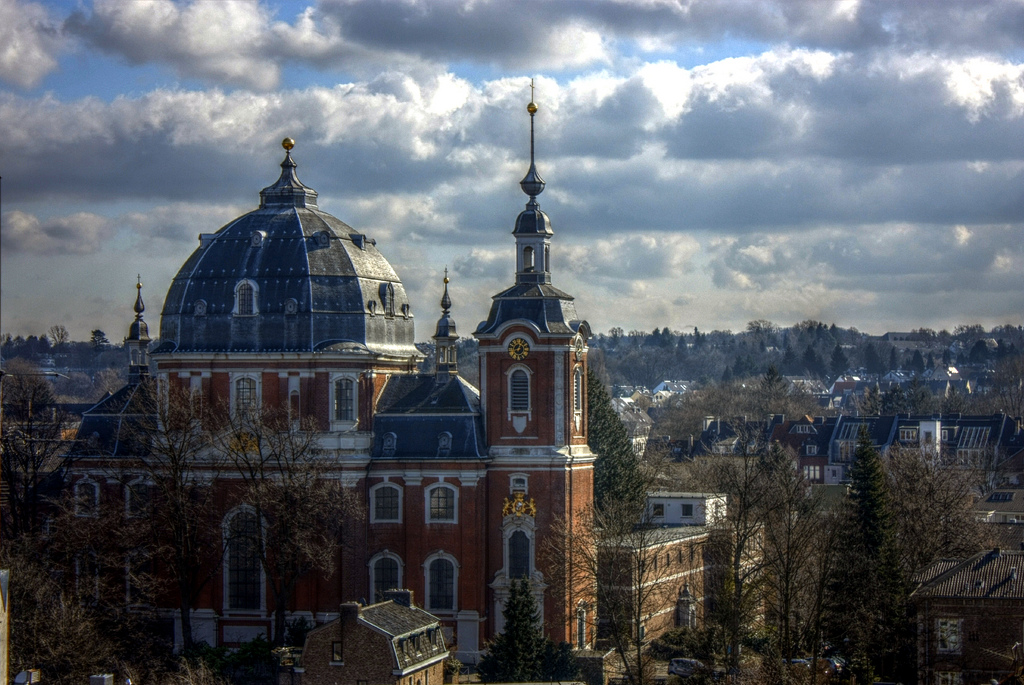
Église abbatiale Saint-Jean-Baptiste de Burtscheid, construite par Couven entre 1735 et 1754.

Il fut architecte de la ville d'Aix-la-Chapelle et des princes évêques de Liège. Son champ d'action se situe dans le secteur aujourd'hui appelé Euregio Meuse-Rhin. Ses édifices qui ont survécu la Seconde Guerre mondiale se trouvent surtout à Eupen. Parmi ses œuvres, on compte aussi l'hôtel d'Ansembourg à Liège, les couvents Sinnich à Teuven et de Munsterbilzen, ainsi que le château de Jägerhof à Düsseldorf.